# مایکل جی. شنون
مایکل جی. شنون (انگلیسی: Michael J. Shannon؛ زادهٔ ۲۴ ژانویهٔ ۱۹۴۳) بازیگر اهل بریتانیا است.
از فیلم‌ها یا مجموعه‌های تلویزیونی که وی در آن‌ها نقش داشته‌است، می‌توان به آن بخت خوش، سوپرمن ۲، فروشگاه کوچک ترسناک، بالتو، تفنگ آمریکایی، سایه‌های سیاه، غراب، فرشتگان چارلی، لو گرانت، نگهبان شب، جاگ، پوآرو، فروشگاه کوچک ترسناک، موبیوس و بوستون لیگال اشاره نمود.